# Губчак Михайло
Михайло Губчак (2 грудня 1880, с. Смолянка, нині Великогаївська сільська громада, Тернопільська область  — 15 липня 1977, США) — український галицький педагог, громадський діяч, військовик. Сотник УГА. Директор Гімназії товариства «Рідна Школа» в м. Тернополі.

## Життєпис
Народився 2 грудня 1880 року в с. Смолянці (Тернопільський повіт, Королівство Галичини та Володимирії, Австро-Угорщина, нині Тернопільського району Тернопільської области, Україна).
Закінчив одну з гімназій у Тернополі (зокрема, в другому півріччі 1897 року навчався в IIIb класі, в 1901 — у VII ц.-к. Першої тернопільської гімназії), потім Львівський університет (факультет класичних мов). Працював учителем гімназій у м. Коломиї (1908—1910), Тернополі (1910—1914, зокрема, в навчальному році 1912/1913 був неіспитованим учителем української гімназії, господарем VIIb класу, у другому півріччі навчального року 1913/1914 отримав відпустку для складання вчительського іспиту, в 1916—1917 роках). Після початку Польсько-української війни 1918—1919 років воював у лавах УГА, мав ранг сотника.
Після закінчення воєн повернувся до Тернополя, де працював учителем; зокрема, у жіночій Гімназії товариства «Рідна Школа» (її директор у 1921 році). У 1924—1930 роках — директор Тернопільської української гімназії, де також викладав українську мову й літературу, був диригентом хору.
Також очолював «Захоронку імені князя Острозького» в Тернополі, як громадський діяч — товариство «Бесіда».
Після закриття Тернопільської української гімназії в 1930 році працював на етнічній польській території — м. Пйотркуві, Ловичі (тут був заступником голови Українського товариства). В 1942 році знову повернувся до Тернополя.
У 1944 році виїхав до м. Мюнхена, у 1949 році — до м. Чикаго (США).
Помер 15 липня 1977 року в США.